# وست منلو پارک (کالیفرنیا)
وست منلو پارک (به انگلیسی: West Menlo Park) یک منطقهٔ مسکونی در ایالات متحده آمریکا است که در شهرستان سن ماتئو، کالیفرنیا واقع شده‌است. وست منلو پارک ۱٫۲۵۹ کیلومتر مربع مساحت و ۳٬۶۵۹ نفر جمعیت دارد و ۳۴ متر بالاتر از سطح دریا واقع شده‌است.